# Bydgoski Tramwaj Wodny
Bydgoski Tramwaj Wodny – linia tramwaju wodnego kursująca w sezonie wiosenno-letnim od maja do września po Brdzie w Bydgoszczy.

## Historia
Pierwsza regularna linia tramwaju wodnego na Brdzie w Bydgoszczy, obsługiwana przez prywatnego armatora (Raffke), funkcjonowała od 1933 roku na trasie od przystani przy ul. Marcinkowskiego do kąpieliska „Riviera” nad basenem Brdy przy ul. Nadrzecznej. Natomiast parowce Lloyda Bydgoskiego („Wisła”, „Konrad” i „Neptun”) kursowały z przystani przy Rybim Rynku do Brdyujścia, gdzie istniały ogrody restauracyjne. Na przeciwległym brzegu Wisły urządzono plażę, gdzie można było dopłynąć łodziami.
W międzywojennej Bydgoszczy tradycją stały się rejsy statkiem do Łęgnowa z okazji regat wioślarskich na torze regatowym w Brdyujściu. 3 września 1924 roku specjalnie na te zawody do Bydgoszczy zawitał prezydent Stanisław Wojciechowski. Na regaty prezydent płynął statkiem Lloyda Bydgoskiego „Wisła”. Towarzyszyli mu najbliżsi współpracownicy z Warszawy oraz miejscowi oficjele.
Po II wojnie światowej po Brdzie nadal kusowały statki turystyczne. W latach 1961–1992 statek „Ondyna” pływał do Brdyujścia, jak również po Wiśle i Kanale Bydgoskim. Statek ten, wybudowany w Gdańskiej Stoczni Rzecznej, posiadał silnik o mocy 150 KM oraz wymiary 30 × 6 m oraz zanurzenie 1 m (typ SP50) i nosił imię litewskiej bogini rzek i jezior. W sezonie letnim w rejs zabierał 203 pasażerów. Na pokładzie górnym odbywały się dancingi, na dolnym można było skorzystać z gastronomii. Rejsy odbywały się na zamówienie szkół, zakładów pracy i grup zorganizowanych. Rejsy odbywano m.in. do Brdyujścia, Torunia, Chełmna, Solca Kujawskiego. Gdy niski stan wody w Wiśle uniemożliwiał żeglugę, statek kierowano do Nakła. Natomiast w środy i soboty organizowano rejsy dancingowe do Brdyujścia, które rozpoczynały się o godz. 18. W latach 80. realizował on najczęściej rejsy Brdą w relacji Rybi Rynek – Brdyujście (bez postoju) – Rybi Rynek. W 1992 roku „Ondyna” została sprzedana osobie prywatnej i trafiła do Gorzowa Wielkopolskiego. W latach 90 XX w. po Brdzie kursowało nieregularnie kilka niewielkich jednostek pasażerskich.
W 2004 roku, z inicjatywy Urzędu Miasta Bydgoszczy, Żeglugi Bydgoskiej i Wyższej Szkoły Gospodarki w Bydgoszczy uruchomiono regularne rejsy po Brdzie z zamysłem traktowania tramwaju wodnego jako zwykłego środka komunikacji miejskiej. Stosownie do tego celu ustalono niskie ceny biletów. W pierwszy inauguracyjny rejs Bydgoski Tramwaj Wodny wyruszył 9 października 2004 roku o godz. 11.00.
Początkowo tramwaj wodny kursował na trasie Rybi Rynek – Tesco, w 2005 roku jednak dodano dwa nowe przystanki: Astoria i WSG.
W 2018 roku Bydgoski Tramwaj Wodny został przejęty od  ZDMiKP przez Bydgoskie Centrum Informacji, zmieniona została konwencja rejsów z miejskiego środka lokomocji na atrakcję turystyczną z dwoma trasami: "Staromiejską" (ze śluzowaniem, w kierunku Astorii, ok. 80 minut) i „Słoneczną” (do przystani hotelu Słoneczny Młyn, ok. 50 minut). „Słoneczniki” rozpoczynały i kończyły kurs na przystanku na Rybim Rynku i nie zabierały po drodze dodatkowych pasażerów. Od tego momentu bilety sprzedawane są stacjonarnie w Bydgoskim Centrum Informacji (ul. Batorego 2) oraz przez internet na stronie visitbydgoszcz.pl (także w 30-dniowej przedsprzedaży). W miarę dostępności miejsc bilety można kupować także u kapitanów bezpośrednio przed rozpoczęciem rejsu.

## Przystanki
Trasa kursu tramwaju wodnego w latach 2005-2009 składała się z sześciu przystanków:
- Astoria
- WSG (Wyższa Szkoła Gospodarki w Bydgoszczy)
- Rybi Rynek
- PKS
- Tesco
- Słoneczny Młyn

Na odcinku Rybi Rynek-WSG statek jest podnoszony w górę o 3,5 m na śluzie Miejskiej, co trwa ok. 15 minut. Tramwaj w tym czasie był traktowany jako element miejskiego systemu komunikacji zbiorowej, a zarazem jako jedną z atrakcji turystycznych.
W 2009 statek „Słonecznik” woził pasażerów przez 1570 godzin, odbył też 76 rejsów edukacyjnych dla 1500 uczniów. Całkowita ilość przewiezionych osób wyniosła ponad 40 tys.
Od sierpnia 2010 r., tj. daty otrzymania statku „Słonecznik II” na 28 miejsc, można było korzystać z trzech linii Bydgoskiego Tramwaju Wodnego:
- „Słoneczna” (Rybi Rynek – hipermarket Tesco) - obsługa statkiem „Słonecznik”
- „Staromiejska” (Rybi Rynek – śluza Miejska – Astoria) - obsługa statkiem „Słonecznik II”
- „Szlakiem śluz” (Rybi Rynek – śluza Miejska – Astoria - Śluza Okole - Śluza Czyżkówko – Marina Gwiazda) - obsługa statkiem „MS Bydgoszcz” (2 rejsy dziennie)[9]

W 2011 kursowanie tramwaju na Miedzyń ograniczono do piątków, sobót i niedziel od czerwca do sierpnia. W 2012 roku dwie pierwsze linie zostały uruchomione 1 maja, a ostatnia – 1 czerwca. Z powodu rewitalizacji nabrzeży Brdy przystanek początkowy dla wszystkich linii został czasowo przeniesiony na Wyspę Młyńską. W 2013 kursowanie linii „Szlakiem śluz” zapoczątkowano dopiero 5 lipca. W roku 2014 dwie pierwsze linie funkcjonowały od 1 maja do 7 września, trzecia – od 4 lipca do 31 sierpnia.
Od 2015 z powodu remontu Śluzy Miejskiej, a następnie Śluzy Okole, kursy na Kanał Bydgoski i Miedzyń zawieszono, a w zamian uruchomiona została nowa linia do Brdyujścia:
- „Wschodnia” (Rybi Rynek – Hala Łuczniczka – Tesco – WSB – Stocznia – Brdyujście – Stocznia – WSB – Słoneczny Młyn – Dworzec Autobusowy – Rybi Rynek), kursy statkiem „MS Bydgoszcz”, linia czynna od piątku do niedzieli w sezonie letnim (m.in. 3.07.2015 – 30.08.2015 i 1.07.2016 – 28.08.2016).

Od 2018 tramwaj wodny przestał być zarządzaną przez ZDMiKP częścią miejskiego transportu i uzyskał charakter czysto turystyczny. Zrezygnowano z przystanków pośrednich, bowiem do tej pory statek często nie zabierał z nich pasażerów z powodu braku miejsc. Od roku 2019 zawieszone zostało kursowanie linii „Wschodniej”.
W sezonie 2020 z powodu pandemii COVID-19, kursy tramwaju wodnego nie były realizowane. W 2021 rejsy przewidziano na okres 7 maja - 10 października. Linia „Wschodnia” pozostała zawieszona, a linia „Słoneczna” w związku z zamknięciem szlaku żeglugowego pod Mostem Uniwersyteckim otrzymała czasową trasę Rybi Rynek — Trasa Uniwersytecka — Wyspa Młyńska — Rybi Rynek (45 minut). Od 2022 r. trasa „Słoneczna” została przywrócona w całości z przystankiem w połowie rejsu przy hotelu Słoneczny Młyn, z możliwością zabrania tam pasażerów, którzy wykupią odpowiedni bilet.

## Opłaty za przejazd
Do końca sezonu żeglugowego 2011 na liniach tramwaju wodnego obowiązywały następujące ceny biletów:
- bilet normalny – 3,20 zł
- bilet ulgowy – 1,60 zł
- przewóz bagażu – 1,60 zł

Od roku 2012 ceny wzrosły i wynosiły:
Na liniach „Słonecznej” i „Staromiejskiej”:
- bilet normalny – 5,00 zł
- bilet ulgowy – 2,50 zł

Na linii „Szlakiem śluz”:
- bilet normalny – 8,00 zł
- bilet ulgowy – 4,00 zł

Wraz z podwyżką cen zniesiono opłaty za bagaż i przyznano ulgę rodzicom podróżującym z dziećmi w wieku od 4 do 16 lat.
Niskie ceny biletów powodowały trwałą nierentowność projektu (sam koszt pojedynczego śluzowania wynosi 23 zł). W sezonie 2012 wpływy z biletów w tramwajach wodnych wyniosły 63 tys. zł, a koszt utrzymania kursowania 400 tys. zł. W 2012 roku z podróży bydgoskimi tramwajami wodnymi skorzystało 36 tys. osób, a w 2015 – 20 tys. osób.
W roku 2022 ceny na liniach „Słonecznej” i „Staromiejskiej” wynosiły: bilet normalny - 15,00 zł, bilet ulgowy 10,00 zł, a w roku 2023: bilet normalny – 20,00 zł, bilet ulgowy – 15 zł. W sezonie 28 kwietnia -15 października 2023 z rejsów tramwaju wodnego skorzystało 30 tys. osób.

## Wydłużenie trasy tramwaju wodnego
Ważne miejsce zajmuje rozbudowa trasy tramwaju wodnego w planach rewitalizacji i rozwoju Bydgoskiego Węzła Wodnego. Jedną z koncepcji jest modernizacja istniejących i budowa nowych przystanków tramwaju wzdłuż Brdy, docelowo aż do Wisły, gdzie na torze regatowym planowana jest największa w mieście przystań jachtowa.
Na odcinku Astoria – Most Kazimierza Wielkiego przewidywano 8 przystanków tramwaju:
- Astoria (istniejący do 2017)
- Brda centrum (istniejący na Wyspie Młyńskiej do 2017)
- Rybi Rynek (istniejący)
- Dworzec PKS (istniejący do 2017)
- Hala Łuczniczka
- Młyny Kentzera (uruchomiony jako "Słoneczny Młyn"), funkcjonujący do 2017
- Przystanek parkowy
- Most Kazimierza Wielkiego

Realizacja przystanków miała odbywać się razem z modernizacją i przedłużeniem bulwarów nad Brdą.

## Statek MS Bydgoszcz

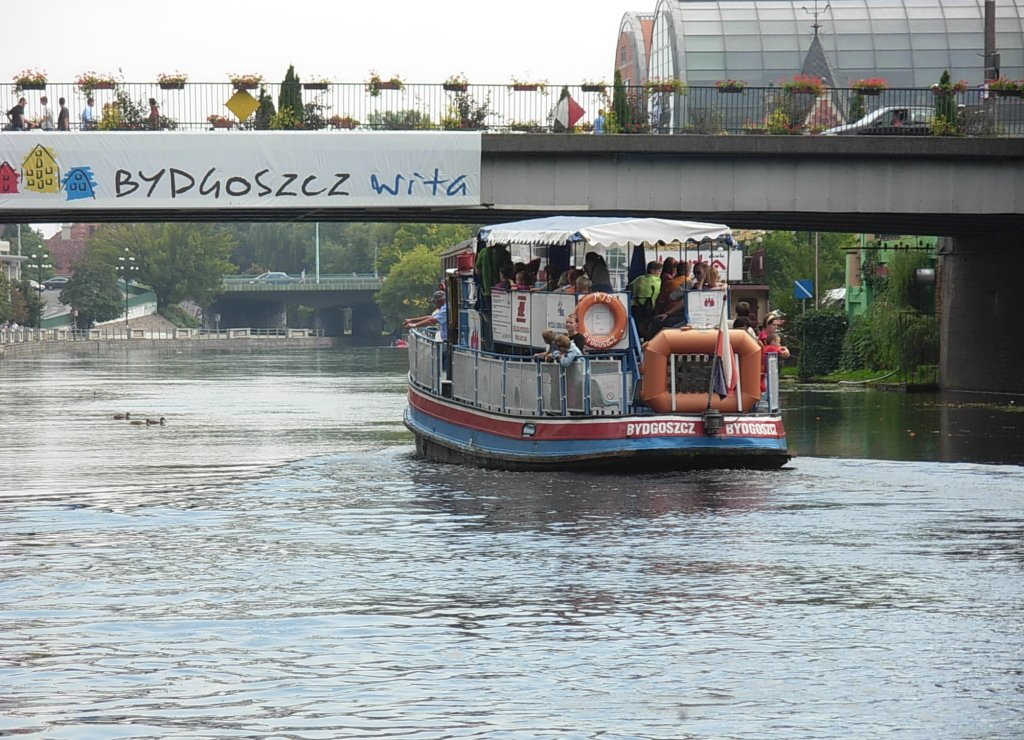
Statek m/s Bydgoszcz

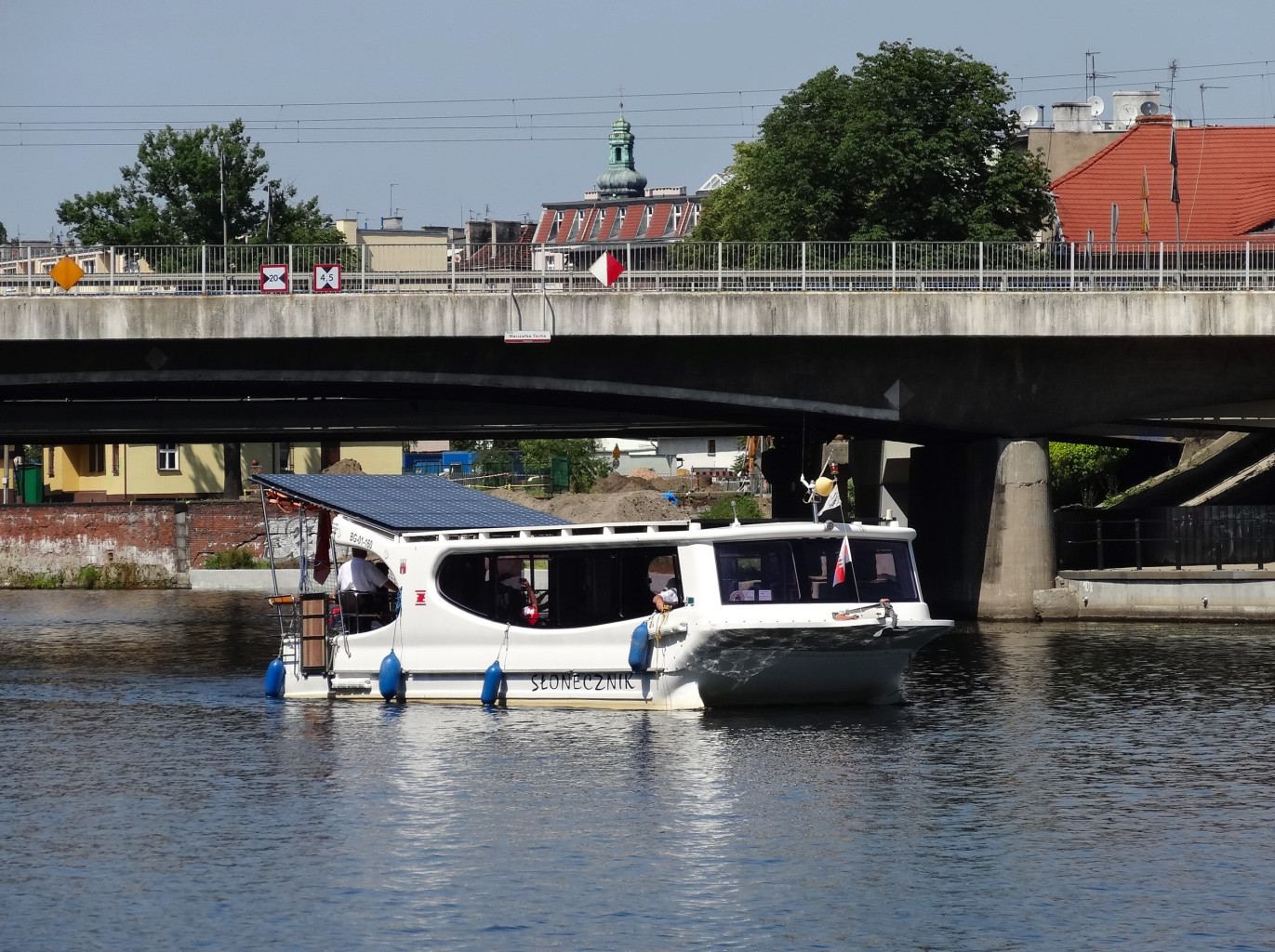
Słonecznik I

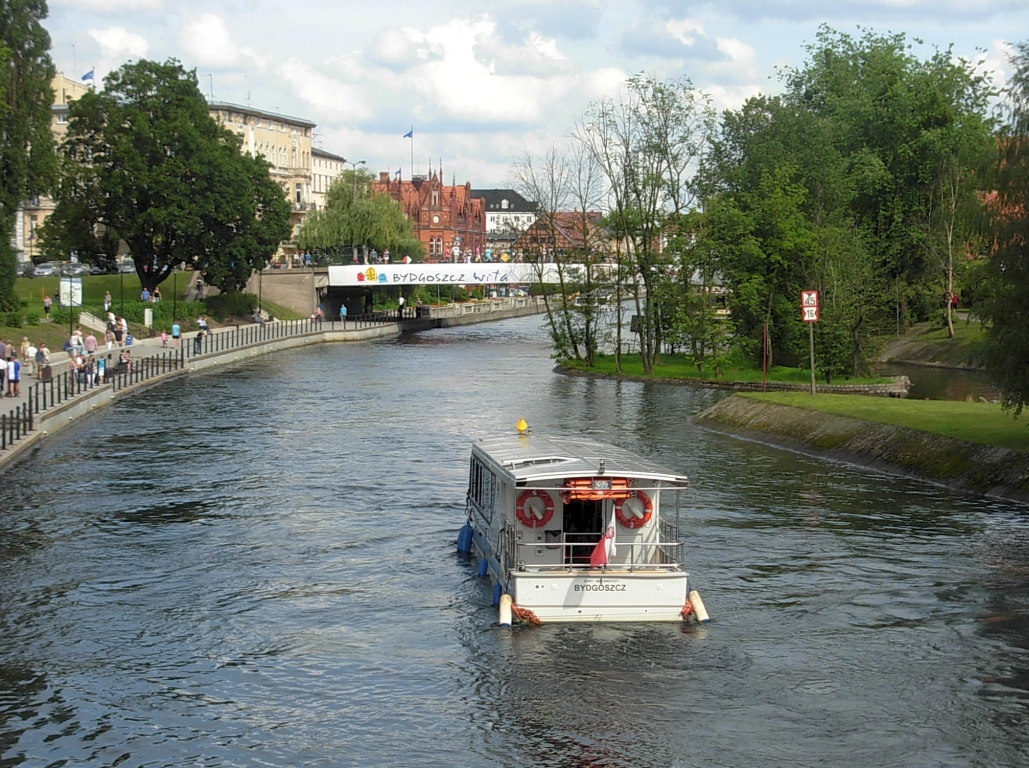
Słonecznik II

Bydgoski Tramwaj Wodny obsługiwany był m.in. przez statek MS Bydgoszcz należący od 1950 roku do Żeglugi Bydgoskiej, a przebudowany i zmodernizowany w 2000 roku.

### Historia
Statek został wybudowany w 1913 roku w stoczni Gebruder Wiemann w Brandenburgu pod nazwą „Prinz Heinrich”. W 1940 roku zakupił go gdański armator Franz Preukschat. W stoczni Wojan Werft w Gdańsku został przebudowany z parowca na motorowiec. Otrzymał jeden silnik wysokoprężny typu MWM czterocylindrowy produkcji Motorenwerke, Manheim z 1938 roku o mocy 140 KM. Jego poprzednia nazwa „Heinrich” została zmieniona na „Hela”. [nr rej. BSR Danzig 935] W marcu 1945 roku został zatopiony na Zalewie Wiślanym, wydobyty następnie przez ekipy Głównego Urzędu Morskiego w czerwcu 1946 r.; odbudowany w Stoczni nr 4 w Gdańsku, czyli dawnej Wojan Werft. Po odbudowie otrzymał nazwę „Gniew”. Armatorem statku zostało Polskie Drogi Wodne – Żegluga Państwowa Oddział w Gdańsku. W 1947 roku trafił do Oddziału w Bydgoszczy. [nr rej. 6500] Od 1948 r. był eksploatowany w Państwowej Żegludze na Wiśle Oddział Bydgoszcz. Pływał jako holownik na Brdzie, Wiśle, Noteci i Kanale Bydgoskim. Po kolejnej reorganizacji armatorem statku została Państwowa Żegluga Śródlądowa we Wrocławiu Ekspozytura w Bydgoszczy. W 1951 roku trafił do Żeglugi na Wiśle Przedsiębiorstwo Państwowe Ekspozytura Rejonowa w Bydgoszczy gdzie zmienił nazwę na „Elbląg” po dokonanej przebudowie. [nr rej. 312]. Od 1956 roku w Bydgoskiej Żegludze na Wiśle w Bydgoszczy, a od 1963 roku w P.P. Żegluga Bydgoska w Bydgoszczy [nr rej. Bg-I-78]. Na początku lat 70. XX w. otrzymał silnik typu B120W o mocy 120 KM produkcji Puckich Zakładów Mechanicznych. Pływał do 1995 roku po czym został wycofany. W 2000 roku, po kolejnej przebudowie, otrzymał nowy silnik typu UE 680 „Delfin” o mocy 165 KM. Nazwany został „Bydgoszcz”. W latach 2004–2018 kursował jako tramwaj wodny w Bydgoszczy.

### Dane techniczne
- Port macierzysty: Bydgoszcz[15]
- Typ statku: do przewozu osób lub prowadzenia zestawów pchanych
- Długość całkowita: 14,85 m
- Szerokość całkowita: 3,88 m
- Największe zanurzenie: 1,13 m
- Szybkość eksploatacyjna: 10 km/h
- Silnik: typu „Delfin” 165 KM
- Maksymalna liczba pasażerów: 24 osoby[b]

## „Słonecznik”
Drugim ze statków kursujących po Brdzie jako tramwaj wodny (od 2008 roku) jest solarny statek spacerowy „Słonecznik”, zbudowany przez Yacht Concept Solartechnology Gawlowski. Pełni on podwójną funkcję: jest środkiem komunikacji miejskiej oraz atrakcją turystyczną Bydgoszczy. Elektryczny napęd „Słonecznika” zasilany jest energią pobieraną przez baterie słoneczne, dzięki czemu statek jest jednostką w 100% przyjazną środowisku. Na pokładzie mieści się 28 pasażerów oraz dwóch członków załogi, a maksymalna prędkość tej jednostki wynosi 12 km/h. „Słonecznik” spełnia wszystkie wymagania bezpieczeństwa oraz warunki określone Przepisami Klasyfikacji i Budowy Statków Śródlądowych i Polskiego Rejestru Statków w Gdańsku. W godzinach porannych na pokładzie „Słonecznika” prowadzone są zajęcia dla dzieci i młodzieży z bydgoskich szkół, między innymi z historii i krajoznawstwa.

### Dane techniczne
Wymiary główne (w nawiasach):
- długość całkowita – 13,46 (14,05) m
- długość kadłuba – 11,40 m
- szerokość całkowita – 3,07 (3,22) m
- zanurzenie konstr. kadłuba – 0,36 (maksymalne 0,51) m

Pozostałe dane:
- liczba pasażerów – 28 osób (+ 2 członków załogi)
- prędkość maksymalna – 12 km/h
- napęd – 2 silniki elektryczne prądu stałego Krautler Elektromaschinen 132M8.08 o mocy po 8 kW
- kadłub oraz pokład wykonane z laminatu poliestrowo-szklanego, samogasnącego

## „Słonecznik II”
Statek zbudowany przez Techno Marine sp. z o.o. w Kartoszynie i znajdujący się w obsłudze Bydgoskiego Tramwaju Wodnego od 12 sierpnia 2010 roku.

### Dane techniczne
Wymiary główne):
- długość kadłuba – 13,90 m
- szerokość kadłuba – 3,25 m
- zanurzenie maksymalne kadłuba – 0,39 m

Pozostałe dane:
- liczba pasażerów – 28 osób (+ 2 członków załogi)
- napęd – 2 silniki elektryczne prądu stałego Mastervolt AQAPOD UF100/98 o mocy po 20 kW
- kadłub i pokład wykonane ze stali